# حاييم مالكا
حاييم مالكا (بالعبرية: חיים מלכה‏) هو لاعب كرة قدم إسرائيلي في مركز الدفاع، ولد في 18 فبراير 1980 في عسقلان في إسرائيل. لعب مع Hapoel Ramat Gan Givatayim F.C. ‏.

## وصلات خارجية
- حاييم مالكا على موقع قاعدة بيانات كرة القدم.إي يو (الإنجليزية)
- حاييم مالكا على موقع Soccerway.com (الإنجليزية)